# Castell de Stolzembourg
El Castell de Stolzembourg (en francès: Château de Stolzembourg) està situat en un pujol al centre del llogaret de Stolzembourg al nord-est de Luxemburg. L'edifici actual va ser construït l'any 1898, sobre les ruïnes de l'antic castell medieval, en estil d'una casa de pagès escocesa.

## Història
Al segle xii es va construir una torre per vigilar al llarg del riu Our. La primera menció d'una fortalesa hi és datada el 1315. El governador Antonie de Croÿ l'any 1454 va derrocar el castell. Després d'haver estat novament reconstruït, finalment va ser destruït per les tropes franceses de Lluís XIV el 1679. El 1898, una casa de pagès d'estil escocès va ser construïda sobre les antigues ruïnes.